# گوداکومبورا
گوداکومبورا (به لاتین: Godakumbura) یک منطقهٔ مسکونی در سری‌لانکا است که در استان مرکزی (سری‌لانکا) واقع شده‌است.